# ハーヴィ・ヴェイル
ハーヴィ・ヴェイル（Harvey Vale, 2003年9月11日 - ）は、イングランドのプロサッカー選手。クイーンズ・パーク・レンジャーズFC所属。ポジションはミッドフィールダー。

## 経歴

### 幼少期
ウェスト・サセックスのヘイワーズ・ヒースに生まれ、地元のクロウバラ・アスレティックでキャリアをスタートさせ、後にロンドンのフラムの下部組織へ移った。当初は左サイドバックであったが、フラムではチームのゴールキーパーが負傷した際には代役を務めるなど多くのポジションを経験し、やがてミッドフィールダーに定着していった。
後にフラムを離れて、ロンドンのライヴァルクラブであるチェルシーの下部組織に入団した。

### クラブ
2020年9月に初のプロ契約を交わし、10月26日、EFLカップのサウサンプトン戦で初めてトップチームのメンバーとしてベンチ入りした。
2021年12月22日、EFLカップ準決勝のブレントフォード戦に先発出場し、プロデビュー。2022年3月19日、FAカップ準々決勝のミドルズブラ戦で84分にロメル・ルカクとの交代で途中出場。5月22日には、クラブの最優秀アカデミー選手に選出された。
2022年9月1日、チェルシーと新たに3年契約を交わした後、ハル・シティに期限つき移籍。17日、アウェイのスウォンジー・シティ戦に先発出場し、EFLチャンピオンシップデビュー。1シーズンの予定であったが、2023年1月23日、ハル・シティへのローンが打ち切られ、チェルシーに復帰した。
2023年8月15日、EFLリーグ1のブリストル・ローヴァーズに期限つき移籍。ブリストルでは不慣れな左サイドバックとしても起用され、8月26日、リーグ第5節のウィコム・ワンダラーズ戦ではプロ初ゴールを記録した。
2025年2月3日、EFLチャンピオンシップのQPRに移籍。

### 代表
2017年以降、イングランドの各世代別代表に名を連ねている。
2022年6月17日、UEFA U-19欧州選手権に臨むU-19代表に選出された。この大会でチームのキャプテンを務め、7月1日の決勝戦ではカーニー・チュクエメカのゴールをアシストした。大会を通じて高いパフォーマンスを評価され、UEFAにより大会ベストイレヴンに選出された。
2023年5月、FIFA U-20ワールドカップに出場。この大会でもキャプテンを務め、チームはラウンド16でイタリアに敗れたが、イングランドの全4試合に出場した。

## 個人成績
| 国内大会個人成績 | 国内大会個人成績         | 国内大会個人成績 | 国内大会個人成績   | 国内大会個人成績 | 国内大会個人成績 | 国内大会個人成績 | 国内大会個人成績 | 国内大会個人成績 | 国内大会個人成績 | 国内大会個人成績 | 国内大会個人成績 |
| 年度             | クラブ                   | 背番号           | リーグ             | リーグ戦         | リーグ戦         | リーグ杯         | リーグ杯         | オープン杯       | オープン杯       | 期間通算         | 期間通算         |
| 年度             | クラブ                   | 背番号           | リーグ             | 出場             | 得点             | 出場             | 得点             | 出場             | 得点             | 出場             | 得点             |
| イングランド     | イングランド             | イングランド     | イングランド       | リーグ戦         | リーグ戦         | FLカップ         | FLカップ         | FAカップ         | FAカップ         | 期間通算         | 期間通算         |
| ---------------- | ------------------------ | ---------------- | ------------------ | ---------------- | ---------------- | ---------------- | ---------------- | ---------------- | ---------------- | ---------------- | ---------------- |
| 2021-22          | チェルシー               | 68               | プレミアリーグ     | 0                | 0                | 2                | 0                | 3                | 0                | 5                | 0                |
| 2022-23          | ハル・シティ             | 34               | チャンピオンシップ | 2                | 0                | -                | -                | 1                | 0                | 3                | 0                |
| 2022-23          | チェルシー               | 39               | プレミア           | 0                | 0                | 0                | 0                | -                | -                | 0                | 0                |
| 2023-24          | ブリストル・ローヴァーズ | 19               | リーグ1            | 39               | 2                | -                | -                | 4                | 1                | 43               | 3                |
| 2024-25          | チェルシー               | 43               | プレミアリーグ     | 0                | 0                | 0                | 0                | 0                | 0                | 0                | 0                |
| 2024-25          | QPR                      |                  | チャンピオンシップ | 0                | 0                | -                | -                | -                | -                | 0                | 0                |
| 通算             | イングランド             | イングランド     | プレミアリーグ     | 0                | 0                | 2                | 0                | 3                | 0                | 5                | 0                |
| 通算             | イングランド             | イングランド     | チャンピオンシップ | 2                | 0                | 0                | 0                | 1                | 0                | 3                | 0                |
| 通算             | イングランド             | イングランド     | リーグ1            | 39               | 2                | -                | -                | 4                | 1                | 43               | 3                |
| 総通算           | 総通算                   | 総通算           | 総通算             | 41               | 2                | 2                | 0                | 8                | 1                | 51               | 3                |

## タイトル

### 代表
U19イングランド代表
- UEFA U-19欧州選手権（2022）

### 個人
- UEFA U-19欧州選手権 ベストイレヴン（2022）[17]